# Klan (serial telewizyjny)
Klan – polski codzienny serial obyczajowy (określany również jako telenowela) emitowany na antenie TVP1 od 22 września 1997. Jest to najdłużej nadawany serial polskiej produkcji. 

## Fabuła
Serial opowiada o losach wielopokoleniowej rodziny Lubiczów, której seniorami są Maria i Władysław Lubiczowie. Maria była właścicielką rodzinnej apteki „Pod Modrzewiem”, a Władysław – kuratorem sądowym do spraw nieletnich. W czasie 50 lat małżeństwa dochowali się piątki dzieci, a następnie gromadki wnucząt i kilku prawnuków.
Najstarszą córką Lubiczów jest Elżbieta, która prowadziła z matką aptekę. Związała się z Jerzym Chojnickim, z którym ma dwójkę dzieci, Beatę i Michała. Bratem-bliźniakiem Elżbiety jest Paweł, który jest chirurgiem i współwłaścicielem prywatnej kliniki w Warszawie „El-Med”. Jego żoną była Krystyna, wykładowczyni slawistyki na Uniwersytecie Warszawskim. Doczekali się dwóch córek, Agnieszki i o sześć lat młodszej Aleksandry, a także syna Pawła. Trzecie dziecko Marii i Władysława, Monika, z powodu osobistej tragedii sprzed lat nie utrzymuje kontaktów z rodziną. Prowadziła butik „Ramona” w centrum Warszawy, a następnie – po odnowieniu kontaktów z rodziną – została właścicielką restauracji „Rosso”. Ma syna, Daniela. Ryszard, drugi syn Lubiczów, miał żonę, Grażynę, która pracuje jako pielęgniarka. Dorota, najmłodsze dziecko seniorów rodu, wybrała życie zakonne.
Przez lata emisji serialu rodzina Lubiczów przeżyła liczne wydarzenia oraz powiększyła się, jednak nie ma już wśród bohaterów protoplastów rodu, Marii i Władysława, a także Ryszarda i Doroty. W wyniku powikłań po zapaleniu opon mózgowych zmarła również żona Pawła, Krystyna.

## Produkcja
Pierwsze trzy odcinki pilotażowe serialu wyemitowano w TVP1 16, 17 i 18 czerwca 1997 roku o godzinie 17:25 w ramach konkursu na nową polską telenowelę, który Klan wygrał, pokonując seriale Zaklęta i Złotopolscy. Regularna emisja rozpoczęła się 22 września 1997 od powtórek odcinków pilotażowych.
Do czerwca 2010 roku serial emitowany był w TVP Polonia z kilkutygodniowym opóźnieniem z angielskimi napisami. Emisja została przerwana na odcinku 1890. Powtórki najstarszych odcinków kilkakrotnie były emitowane także w TVP3, ostatni raz w 2022 roku. Serial nadawany jest w stereofonii, z teletekstem dla osób niesłyszących, dostępnym na stronie 777 Telegazety. Początkowo wyświetlany w formacie 4:3, od września 2008 roku w formacie 16:9.
Klan ma sztywną konstrukcję poszczególnych odcinków, a zmiany w niej dokonywane są zwykle kosmetyczne. Akcja każdego odcinka rozgrywa się w dniu jego emisji – tak więc obejmuje on najwyżej jedną dobę z życia bohaterów. Wyjątkami są przerwy w nadawaniu serialu (np. z powodu żałoby narodowej lub transmisji wydarzeń sportowych). Każdy odcinek rozpoczyna się sceną z tymi samymi bohaterami, którzy obecni byli w ostatniej scenie odcinka poprzedniego. Ostatni odcinek w tygodniu na ogół kończy się zawieszeniem akcji.
Na początku 2016 roku w mediach pojawiały się informacje o możliwym bliskim zakończeniu produkcji serialu. Ostatecznie wiosną 2016 roku TVP udzieliła informacji, że renegocjowała umowę na dalszą produkcję Klanu. Spekulacje o zdjęciu produkcji z anteny pojawiły się jeszcze latem tego samego roku, gdy po raz pierwszy w historii od początku emisji nie zostały nadane w wakacje powtórkowe odcinki ostatniej premierowej serii. Od tego momentu w miesiącach wakacyjnych nie były już nadawane odcinki telenoweli w telewizji. Wszystkie epizody od odcinka 1 (premiera telewizyjna – 22 września 1997) są dostępne bezpłatnie drogą internetową w serwisie vod.tvp.pl.
16 marca 2020 roku Telewizja Polska podjęła decyzję o zawieszeniu realizacji serialu na czas nieokreślony z powodu rozprzestrzeniania się koronawirusa w Polsce i wprowadzonego tam stanu zagrożenia epidemiologicznego. Premierowe odcinki były emitowane na antenie TVP1 do 3 kwietnia. We wrześniu 2020 roku na antenę TVP1 wróciły premierowe odcinki serialu.
Od 31 sierpnia 2020 roku powtarzane są odcinki Klanu od pierwszej serii. Nadawane są one w TVP Seriale od poniedziałku do piątku ok. godziny 9:50, natomiast ok. godziny 4:00 powtarzany jest ostatni emitowany odcinek (emisje codziennie oprócz weekendów, bez emisji w dni robocze przypadające podczas długiego weekendu majowego). Odcinki powtórkowe można oglądać również w wakacje poza sobotami i niedzielami. 3 stycznia 2022 roku telewizja regionalna TVP3 w swoim paśmie ogólnopolskim rozpoczęła emisję telenoweli od pierwszego odcinka. Była ona nadawana raz w tygodniu, w poniedziałek o godzinie 10:05 po jednym epizodzie. Została ona zakończona w czerwcu 2022 roku.
We wrześniu 2022 roku na antenie TVP1 rozpoczęto emisję powtórek serialu od odc. 4012, co spowodowało, że pierwszy raz od 2015 roku, ostatnia nagrana seria była w okresie letnim powtarzana w telewizji linearnej. Klan można było zatem oglądać w tym czasie od poniedziałku do piątku, rano o godzinie 6:05 po jednym odcinku dziennie. Od 6 września 2022 roku bieżące odcinki telenoweli były powtarzane przez TVP1 o godzinie 4:45 również od poniedziałku do piątku w miesiącach od września do czerwca. 28 października 2024  roku, Telewizja Polska zakończyła nadawanie powtórek bieżących odcinków serialu w telewizji. 
Od 2024 roku w okresie letnim, Telewizja Polska nie emituje na żadnej ze swoich anten powtórek ostatniego zakończonego sezonu.
Motywem muzycznym serialu „Klan” od początku jego emisji jest piosenka „Życie jest nowelą” napisana przez Krzesimira Dębskiego do słów Jacka Cygana, którą to do 24 sezonu produkcji wykonywał Ryszard Rynkowski. Wraz z rozpoczęciem 25. sezonu (we wrześniu 2021) odświeżono piosenkę z czołówki; oprócz Rynkowskiego wykonują ją także: Izabela Trojanowska, Jacek Borkowski, Kaja Paschalska i Tomasz Stockinger.
W latach 1997-2022 serial był w sporej części kręcony na fikcyjnej Sadybie w Podkowie Leśnej w Willi Renata.

## Wydźwięk serialu
W pierwszych latach emisji telenowela wyznaczała społeczne trendy, poruszała sprawy ważne społecznie, a przede wszystkim ukazywała codzienne życie wielopokoleniowej rodziny Lubiczów. Z czasem zaczęły dziać się w niej dziwne wydarzenia, które często wyrywane z kontekstu, jako nadwyraz absurdalne zaczęły krążyć w przestrzeni internetowej. Nagrania te były setki tysięcy razy oglądane w różnych serwisach internetowych. Najsłynniejszym kontem istniejącym na dwóch największych portalach społecznościowych jest Beka z Klanu, w którym umieszczane są zdaniem twórców najdziwniejsze sytuacje z serialu budzące śmiech, a czasem zażenowanie.

## Nagrody i wyróżnienia
- 1998: Telekamery 1998 – II miejsce
- 1999: Telekamery 1999 – I miejsce[17]
- 2000: Telekamery 2000 – I miejsce[18]
- 2001: Telekamery 2001 – II miejsce
- 2002: Telekamery 2002 – III miejsce
- 2003: Telekamery 2003 – II miejsce
- 2004: Telekamery 2004 – II miejsce
- 2006: Telekamery 2006 – V miejsce
- 2008: Telekamery 2008 – V miejsce
- 2011: Telekamery 2011 – III miejsce
- 2013: Telekamery 2013 – V miejsce

## Obsada

### Główna
| Aktor                             | Rola                        | Lata występowania                   |  |
| --------------------------------- | --------------------------- | ----------------------------------- |  |
| Tomasz Stockinger                 | Paweł Lubicz                | od 1997                             |  |
| Andrzej Grabarczyk                | Jerzy Chojnicki             | od 1997                             |  |
| Izabela Trojanowska               | Monika Ross                 | od 1997                             |  |
| Małgorzata Ostrowska-Królikowska  | Grażyna Lubicz              | od 1997                             |  |
| Paulina Holtz                     | Agnieszka Lubicz            | od 1997                             |  |
| Kaja Paschalska                   | Aleksandra Lubicz           | od 1997                             |  |
| Tomasz Bednarek                   | Jacek Borecki               | od 1997                             |  |
| Jacek Borkowski                   | Piotr Rafalski              | od 1997                             |  |
| Piotr Swend                       | Maciej Lubicz               | od 1997                             |  |
| Magdalena Górska                  | Sandra Stec (#1)            | 1997, 1999–2000, od 2014            |  |
| Joanna Żółkowska                  | Anna Surmacz                | od 1998                             |  |
| Ewa Kania                         | Zofia Borecka               | 1998–2002, 2005–2012, 2015, od 2017 |  |
| Justyna Sieńczyłło                | Bogna Jakubowska            | 1998–2001, 2005, 2007–2011, od 2013 |  |
| Wojciech Wysocki                  | Andrzej Marczyński          | 1998–2004, 2010–2011, 2013, od 2019 |  |
| Jan Piechociński                  | Feliks Nowak                | od 1999                             |  |
| Artur Dziurman                    | Leszek Jakubowski           | 1999–2001, 2007–2016, od 2018       |  |
| Agnieszka Kaczorowska             | Bożena Kazuń (#2)           | od 1999                             |  |
| Renata Pękul                      | Renata Zabużańska           | od 1999                             |  |
| Mirosław Jękot                    | Antoni Zabużański           | od 2000                             |  |
| Anna Powierza                     | Czesława Kurzawska          | od 2000                             |  |
| Dariusz Lewandowski               | Dariusz Kurzawski           | od 2000                             |  |
| Diana Kadłubowska                 | Iwona Lipień (#2)           | 2000–2002, 2004, od 2018            |  |
| Aldona Orman                      | Barbara Milecka             | 2000–2004, od 2012                  |  |
| Laura Łącz                        | Gabriela Wilczyńska         | od 2002                             |  |
| Paweł Grządziel                   | Jan Rafalski (#3)           | od 2003                             |  |
| Daniel Zawadzki                   | Michał Chojnicki (#2)       | od 2004                             |  |
| Suzanna von Nathusius             | Małgorzata Borecka (#2)     | od 2004                             |  |
| Mariusz Krzemiński                | Mariusz Kwarc               | od 2005                             |  |
| Amelia Malesa                     | Zofia Lubicz                | od 2007                             |  |
| Teresa Stępień-Nowicka            | Wanda Tyczyńska             | od 2009                             |  |
| Jakub Świderski                   | Norbert Piątkowski          | od 2009                             |  |
| Krzysztof Janczar                 | Bolesław Kazuń              | od 2010                             |  |
| Małgorzata Sadowska               | Henryka Kazuń               | od 2011                             |  |
| Konrad Darocha                    | Miłosz Kazuń                | od 2011                             |  |
| Zinaida Zagner                    | Kazimiera Derecka           | 2011–2012, od 2015                  |  |
| Jan Oskroba                       | Władysław Chojnicki (#6)    | od 2012                             |  |
| Krzysztof Tyniec                  | Krzysztof Bąk               | od 2012                             |  |
| Marcin Kwaśny                     | Rafał Woźniacki             | od 2012                             |  |
| Marcin Kwaśny                     | Tomasz Malec                | od 2024                             |  |
| Michał Lesień                     | Janusz Sokołowski           | od 2012                             |  |
| Julian Peciak                     | Paweł Ignacy Lubicz (#2)    | od 2013                             |  |
| Magdalena Wójcik                  | Beata Borecka-Rafalska (#2) | od 2013                             |  |
| Dorota Kamińska                   | Jadwiga Dębińska-Lubicz     | od 2013                             |  |
| Anna Matysiak                     | Anna Ramona Szymańska       | od 2014                             |  |
| Grzegorz Wons                     | Leopold Kwapisz             | od 2014                             |  |
| Katarzyna Skolimowska             | Leokadia Kwapisz            | od 2014                             |  |
| Marek Kossakowski                 | Daniel Ross (#2)            | od 2015                             |  |
| Martyna Kowalik                   | Kamila Chojnicka (#2)       | od 2015                             |  |
| Natalia Rewieńska                 | Paulina Jeżewska-Borecka    | od 2015                             |  |
| Monika Dryl                       | Urszula Kwapisz             | od 2015                             |  |
| Sławomir Grzymkowski              | Witold Koziełło             | od 2016                             |  |
| Maciej Makowski                   | Andrzej Górzyński           | od 2016                             |  |
| Marcin Błaszak                    | Brajan Cebula               | od 2016                             |  |
| Bartosz Waga                      | Borys „Polak” Ostrowski     | od 2016                             |  |
| Marta Rostkowska                  | Anna Kurzawska (#2)         | od 2016                             |  |
| Marcin Kołaczkowski               | Kornel „Korbas” Nowik       | 2012–2013, od 2016                  |  |
| Karolina Kominek                  | Ilona Muszyńska             | od 2017                             |  |
| Krzysztof Wróblewski              | Edward Tyczyński (#2)       | od 2017                             |  |
| Natalia Antoszczak                | Martyna Czerska             | 2009–2015, od 2017                  |  |
| Joanna Pałucka                    | Lucyna Czerska              | 2009–2014, od 2017                  |  |
| Zbigniew Suszyński                | Igor Rutka                  | 2011–2016, od 2018                  |  |
| Agnieszka Baranowska              | Dżesika Cebula              | od 2018                             |  |
| Kinga Krasuska                    | Emilia Ostrowska            | od 2018                             |  |
| Daniel Skrzypczak                 | Bazyli Pąk                  | od 2019                             |  |
| Karolina Nowakowska               | Irmina Kostecka-Rutka       | od 2020                             |  |
| Ewelina Bator                     | Francesca Rogulska          | od 2020                             |  |
| Tadeusz Chudecki                  | Gustaw Kowalski             | od 2021                             |  |
| Marcel Borowiec                   | Michał Karol Giziński       | od 2021                             |  |
| Agata Załęcka                     | Kaja Wilman                 | od 2021                             |  |
| Zuzanna Kochanek                  | Janina vel Żaneta Zator     | od 2021                             |  |
| Michał Milowicz                   | Tymon Mroziewicz            | od 2021                             |  |
| Zbigniew Lesień                   | Szczepan Pietkiewicz        | od 2021                             |  |
| Ludmiła Witkowska                 | Olga Pietkiewicz            | od 2022                             |  |
| Mateusz Bernardyn                 | Bogdan Doborowicz           | od 2022                             |  |
| Jakub Stefaniak                   | Sławomir Borowik            | od 2022                             |  |
| Agata Życzkowska                  | Teresa Bogusiewicz          | od 2022                             |  |
| Oksana Slavska                    | Oksana Mełnyk               | od 2022                             |  |
| Maciej Wilewski                   | Radosław Skoczek            | od 2022                             |  |
| Katarzyna Taracińska              | Sylwia Skoczek              | od 2022                             |  |
| Ina Levska                        | Maja Florczak               | od 2022                             |  |
| Zuzanna Łowiec                    | Nina                        | od 2022                             |  |
| Marzena Manteska                  | Iga Kalińska                | od 2022                             |  |
| Andrzej Niemirski                 | Zygmunt "Zyga" Kaliński     | od 2022                             |  |
| Dominika Budzianowska             | Zuzanna Ostrowska (#2)      | od 2022                             |  |
| Klaudia Łapot                     | Tola                        | od 2022                             |  |
| Marek Lewandowski                 | Roman Zarzycki              | 2006–2019, od 2023                  |  |
| Piotr Wątroba                     | Konrad Słoma                | od 2023                             |  |
| Magda Kuśnierz                    | Adrianna                    | od 2023                             |  |
| Sylwia Sokołowska                 | Oliwia                      | od 2023                             |  |
| Tomash                            | Antoni Chojnicki (#7)       | od 2023                             |  |
| Alicja Ostolska                   | Justyna                     | od 2023                             |  |
| Barbara Gocławska                 | Malwina Jagoda Kalińska     | od 2023                             |  |
| Przemysław Predygier              | Waldemar Dymka              | od 2023                             |  |
| Aleksandra Nowicka                | Patrycja Zalewska           | od 2023                             |  |
| Jarosław Witaszczyk               | Zbigniew Gawot              | od 2023                             |  |
| Sylwia Wysocka                    | Alina Rogowska              | 2006–2007, 2015, od 2024            |  |
| Igor Lipski                       | Dominik Zalewski (#2)       | 2022, od 2024                       |  |
| Julia Nowak                       | Katarzyna Lubicz            | 1999–2022, od 2024                  |  |
| Wojciech Ługowski                 | Wiesław Lis                 | od 2024                             |  |
| Roman Szczeblewski                | Wacław                      | od 2024                             |  |
| Agnieszka Przestrzelska-Świderska | Anna                        | 2012-2018, od 2024                  |  |
| Nela Szumowska                    | Alicja Kazuń (#2)           | 2018–2019, od 2024                  |  |
| Weronika Wierzbowska              | Roksana                     | od 2024                             |  |
| Katarzyna Kalemba                 | Laura Dudek                 | od 2024                             |  |
| Małgorzata Matuszewska            | Róża                        | od 2024                             |  |
| Małgorzata Górzna                 | Luiza                       | od 2024                             |  |
| Cezary Jankowski                  | Szymon Pędzik               | od 2024                             |  |
| Paulina Fonferek                  | Marzena Sobol               | od 2024                             |  |
| Aleksander Kulasek                | Patryk Milecki              | 2019–2022, od 2024                  |  |
| Wiesław Kowalski                  | Jarosław Wernicki           | od 2025                             |  |

### Role dziecięce
| Aktor                 | Rola                    | Lata występowania  |
| --------------------- | ----------------------- | ------------------ |
| Michał Wolski         | Dżastin Cebula          | od 2017            |
| Antoni Ziółkowski     | Teofil Koziełło         | od 2018            |
| Adam Skalik           | Stanisław Jeżewski (#2) | od 2018            |
| Pola Zduńczyk         | Agata Borecka (#2)      | od 2018            |
| Emma Wójcik           | Julia Sokołowska        | od 2019            |
| Leonard Krzemiński    | Filip Woźniacki         | od 2019            |
| Adam Sobolewski       | Franciszek Kazuń        | od 2019            |
| Anna Sobolewska       | Alicja Kazuń (#4)       | od 2019            |
| Daria Kalinchuk       | Natasza                 | od 2022            |
| Anna Voloshyna        | Daria                   | od 2022            |
| Franciszek Krzemiński | Kuba (#5)               | od 2023            |
| Antonina Rost         | Tosia                   | 2012-2018, od 2023 |
| Leon Trawiński        | Stefan Chojnicki (#3)   | od 2024            |

### Dawna
| Aktor                          | Rola                           | Okres występowania                                           |
| Główna                         | Główna                         | Główna                                                       |
| ------------------------------ | ------------------------------ | ------------------------------------------------------------ |
| Halina Dobrowolska             | Maria Lubicz                   | 1997–1999                                                    |
| Zygmunt Kęstowicz              | Władysław Lubicz               | 1997–2006                                                    |
| Agnieszka Kotulanka            | Krystyna Lubicz                | 1997–2013                                                    |
| Piotr Cyrwus                   | Ryszard Lubicz                 | 1997–2012                                                    |
| Barbara Bursztynowicz          | Elżbieta Chojnicka             | 1997–2025                                                    |
| Jakub Tolak                    | Daniel Ross (#1)               | 1998–2007                                                    |
| Agnieszka Wosińska             | Dorota Lubicz                  | 1997–2010                                                    |
| Dorota Naruszewicz             | Beata Borecka (#1)             | 1997–2011                                                    |
| Jan Wieczorkowski              | Michał Chojnicki (#1)          | 1997–2004                                                    |
| Drugoplanowa i epizodyczna     |                                |                                                              |
| Andrzej Musiał                 | Jan Kłos                       | 1997                                                         |
| Marcin Sosnowski               | Wojciech Nawrot                | 1997                                                         |
| Roch Siemianowski              | Jan Suchoń                     | 1997                                                         |
| Hanna Polk                     | policjantka                    | 1997                                                         |
| Tomasz Gęsikowski              | pracownik banku                | 1997                                                         |
| Tatiana Sosna-Sarno            | Wirowska                       | 1997                                                         |
| Izabela Kuna                   | Ewa Kowalik                    | 1997–1998                                                    |
| Małgorzata Biniek              | Teresa Drabik                  | 1997–1998                                                    |
| Janusz Onufrowicz              | Henryk Surmiej                 | 1997–1998                                                    |
| Iwo Barycz                     | Długi                          | 1997–1998                                                    |
| Marek Dąbrowski                | Wiktorczyk                     | 1998                                                         |
| Krzysztof Gruber               | Kmita                          | 1997–1998                                                    |
| Marzena Weselińska             | Izabela Kowalska               | 1997–1998                                                    |
| Mirosław Siedler               | Ireneusz Walczak               | 1997–1998                                                    |
| Anna Chitro                    | matka                          | 1997–1998                                                    |
| Teresa Czarnecka-Kostecka      | Ludwika                        | 1997–1998                                                    |
| Agnieszka Robótka-Michalska    | Kornecka                       | 1997–1998                                                    |
| Elżbieta Kijowska              | pielęgniarka                   | 1997–1998                                                    |
| Sylwester Maciejewski          | właściciel mieszkania          | 1998                                                         |
| Emil Karewicz                  | sprzedawca                     | 1998                                                         |
| Piotr Nowak                    | kandydat                       | 1998                                                         |
| Tomasz Budyta                  | pedagog                        | 1997−1998                                                    |
| Ewa Decówna                    | pani Janik                     | 1998                                                         |
| Jerzy Moes                     | pan Janik                      | 1998                                                         |
| Izabela Dąbrowska              | bufetowa                       | 1998                                                         |
| Michał Jarmicki                | monter                         | 1998                                                         |
| Grzegorz Miśtal                | Adam Horecki                   | 1998                                                         |
| Andrzej Grąziewicz             | adwokat                        | 1998                                                         |
| Marek Siudym                   | Wiesław Wójcik                 | 1998                                                         |
| Anna Mamczur                   | Anna Nowacka                   | 1998                                                         |
| Robert Kudelski                | Grzegorz                       | 1998                                                         |
| Jowita Miondlikowska           | policjantka                    | 1998                                                         |
| Lech Łotocki                   | ojciec dziewczyny              | 1998                                                         |
| Edyta Łukaszewicz-Lisowska     | ekspedientka                   | 1998                                                         |
| Janusz Bukowski                | Janusz                         | 1998                                                         |
| Małgorzata Wołyńczyk           | Lena Mazurkiewicz              | 1997–1998                                                    |
| Grażyna Marzec                 | Mazurkiewicz                   | 1997–1998                                                    |
| Elżbieta Gaertner              | sąsiadka                       | 1997–1999                                                    |
| Tomasz Zięcik                  | Gruby                          | 1997–1999                                                    |
| Katarzyna Bargiełowska         | sędzia                         | 1997–1999                                                    |
| Jolanta Grusznic               | Brytowa                        | 1999                                                         |
| Barbara Majewska               | rejestratorka                  | 1998–1999                                                    |
| Grzegorz Kulikowski            | szef                           | 1998–1999                                                    |
| Grażyna Wolszczak              | Szafrańska                     | 1997–1999                                                    |
| Włodzimierz Izban              | Lodziarz                       | 1999                                                         |
| Ewa Szawłowska                 | Marta Michalska                | 1997–1999                                                    |
| Olivia Sivelli                 | Bożena Lubicz (#1)             | 1997–1999                                                    |
| Sławomira Łozińska             | matka Marty                    | 1997–1999                                                    |
| Emilian Kamiński               | Tomasz Jakubczyk               | 1999                                                         |
| Paweł Karpiński                | ksiądz                         | 1998–1999                                                    |
| Marek Kasprzyk                 | gangster Kretowicz             | 1999                                                         |
| Grzegorz Pawlak                | gangster                       | 1999                                                         |
| Agnieszka Mirowska-Tomaszewska | Dorota Bazyluk                 | 1997–1999                                                    |
| Renata Berger                  | Kotecka                        | 1999                                                         |
| Jan Kobuszewski                | fotograf                       | 1999                                                         |
| Norbert Rakowski               | Marian Lesiewicz               | 1998–1999                                                    |
| Arkadiusz Detmer               | pacjent                        | 1999                                                         |
| Karolina Łukaszewicz           | Blanka                         | 1998–1999                                                    |
| Maciej Szary                   | ksiądz                         | 1998–1999                                                    |
| Michał Breitenwald             | klient                         | 1999                                                         |
| Mirosław Zbrojewicz            | Kamil Kozyra                   | 1998–1999                                                    |
| Dariusz Kordek                 | Robert Malisz                  | 1999                                                         |
| Andrzej Szopa                  | urzędnik USC                   | 1999                                                         |
| Jan Monczka                    | Adam Szulc                     | 1999                                                         |
| Monika Krzywkowska             | klientka butiku                | 1999                                                         |
| Mirosław Oczkoś                | lekarz                         | 1999                                                         |
| Piotr Warszawski               | Zakrzewski                     | 1999                                                         |
| Rafał Szałajko                 | bandyta                        | 2000                                                         |
| Rafał Królikowski              | Janusz Sowiński                | 1997–2000                                                    |
| Magdalena Mazur                | Klara                          | 2000                                                         |
| Rafał Cieszyński               | Marcin                         | 1997–1998, 2000                                              |
| Kamila Sammler                 | matka Uli                      | 1998–2000                                                    |
| Małgorzata Drozd               | Irena Lasek                    | 1997–2000                                                    |
| Wiktor Zborowski               | Karol Malik                    | 1999–2000                                                    |
| Mateusz Damięcki               | Mateusz Marczyński             | 2000                                                         |
| Joanna Jabłczyńska             | Sylwia Marczyńska              | 2000                                                         |
| Małgorzata Prażmowska          | sąsiadka                       | 2000                                                         |
| Krzysztof Szczerbiński         | Mateusz                        | 2000                                                         |
| Adam Biedrzycki                | Winter                         | 2000                                                         |
| Joanna Brodzik                 | Renata Grajewska               | 1998, 2000                                                   |
| Paweł Łęski                    | Pierre Montien                 | 1999–2000                                                    |
| Jacek Braciak                  | Alik                           | 1999–2000                                                    |
| Monika Niemczyk                | Teresa Mazur                   | 1999–2000                                                    |
| Lech Mackiewicz                | diler                          | 1999–2000                                                    |
| Stanisław Brudny               | ojciec Barbary i Bogny         | 1998–2000                                                    |
| Jan Heba                       | inkasent z gazowni             | 2000                                                         |
| Stanisław Penksyk              | Janiak                         | 2000                                                         |
| Aleksander Mikołajczak         | Dariusz Kuczera                | 1999–2000                                                    |
| Joanna Benda                   | Majka Barcz                    | 2000                                                         |
| Krystyna Kołodziejczyk-Szyszko | Władzia                        | 1999–2000                                                    |
| Paweł Tucholski                | Remigiusz Cieciura             | 2000                                                         |
| Bogdan Brzyski                 | dostawca leków                 | 2000                                                         |
| Teresa Lipowska                | Helena Frączak                 | 1999–2000                                                    |
| Małgorzata Pieńkowska          | Ligocka                        | 2000                                                         |
| Witold Bieliński               | Wiesław Kosikowski             | 2000                                                         |
| Małgorzata Lewińska            | Martyna                        | 2000                                                         |
| Diana Kulińska                 | Jan Rafalski (#1)              | 1998–2001                                                    |
| Elżbieta Jarosik               | lokatorka bloku                | 1999–2001                                                    |
| Mariusz Pilawski               | Marian Kwach                   | 1999–2001                                                    |
| Kazimierz Mazur                | hydraulik                      | 2001                                                         |
| Marta Klubowicz                | Irena Kowalska                 | 1999–2001                                                    |
| Tomasz Jarosz                  | komendant                      | 2001                                                         |
| Przemysław Glapiński           | student                        | 2001                                                         |
| Paulina Kinaszewska            | klientka                       | 2001                                                         |
| Ireneusz Kozioł                | Malinowski                     | 2001                                                         |
| Maria Klejdysz-Bąk             | klientka                       | 1998–2001                                                    |
| Adrianna Biedrzyńska           | Nina Stec                      | 1998–2001                                                    |
| Magdalena Komornicka           | Mariola                        | 1998–2001                                                    |
| Katarzyna Łaniewska            | Helena Małek                   | 1997–2001                                                    |
| Adam Bauman                    | Andrzej Ruczaj                 | 1998–2001                                                    |
| Kazimierz Wysota               | dostawca                       | 2001                                                         |
| Rafał Malinowski               | Robert Męcik                   | 1998–2001                                                    |
| Bartosz Adamczyk               | pracownik firmy                | 2001                                                         |
| Witold Żaboklicki              | dyrektor wydawnictwa           | 2001                                                         |
| Jerzy Próchnicki               | działacz TPK                   | 2000–2001                                                    |
| Ewa Gawryluk                   | Lidia Szulc                    | 1999, 2001                                                   |
| Lech Dyblik                    | brat Skupińskiej               | 2001                                                         |
| Antoni Pawlicki                | student                        | 2001                                                         |
| Ryszard Radwański              | dziennikarz                    | 2001                                                         |
| Dariusz Wnuk                   | kolega Michała                 | 2001–2002                                                    |
| Paweł Pabisiak                 | Emil Sęk                       | 2001–2002                                                    |
| Małgorzata Obłój               | żona Mieczysława               | 1999–2002                                                    |
| Artur Sokołowski               | prezes                         | 2001–2002                                                    |
| Ewa Florczak                   | Wanda Łuczak-Kozielska         | 1997–2002                                                    |
| Katarzyna Żak                  | Danuta Kwiatkowska             | 1999–2002                                                    |
| Julian Mere                    | Zenon Kwiatkowski              | 1999–2002                                                    |
| Anna Gornostaj                 | Regina Bruśniak                | 2002                                                         |
| Przemysław Sadowski            | Łukasz Kobielski               | 2001–2002                                                    |
| Stefan Popkowski               | Stefan Napiórkowski            | 2001–2002                                                    |
| Anna Mozolanka                 | ginekolog                      | 2002                                                         |
| Andrzej Andrzejewski           | Norbert Nowy                   | 2001–2002                                                    |
| Leon Charewicz                 | przedstawiciel                 | 2001–2002                                                    |
| Piotr Zelt                     | dziennikarz                    | 2001–2002                                                    |
| Jacek Rozenek                  | Rafał Kozień                   | 1999–2002                                                    |
| Jan Mayzel                     | Białkowski                     | 2003                                                         |
| Hanna Stankówna                | Agata Wiśnicka                 | 2002–2003                                                    |
| Zdzisław Rychter               | taksówkarz                     | 2001, 2003                                                   |
| Rafał Szarras                  | Jan Rafalski (#2)              | 2001–2003                                                    |
| Agata Kulesza                  | urzędniczka                    | 2003                                                         |
| Sylwia Nowiczewska             | urzędniczka                    | 2002–2003                                                    |
| Marcin Chochlew                | Mrówczyński                    | 2003                                                         |
| Kacper Jędrzejewski            | Antoni Chojnicki (#1)          | 2001–2003                                                    |
| Marcin Jędrzejewski            | Władysław Chojnicki (#1)       | 2001–2003                                                    |
| J. Piątek                      | Antoni Chojnicki (#2)          | 2003                                                         |
| M. Knappe                      | Władysław Chojnicki (#2)       | 2003                                                         |
| Witold Dębicki                 | prezes                         | 2001–2003                                                    |
| Magdalena Mirek                | Paulina                        | 1999, 2003                                                   |
| Dariusz Odija                  | Mścisław Kozub                 | 1997–1998, 2000–2004                                         |
| Wiktoria Osińska               | Małgorzata Borecka (#1)        | 2001–2004                                                    |
| Cezary Żak                     | Józef Sobolewicz               | 1997–2002, 2004                                              |
| Adam Kamień                    | Fabisiak                       | 2002–2004                                                    |
| Katarzyna Glinka               | Dominika Szulc                 | 2002–2004                                                    |
| Dariusz Majchrzak              | Adam Lisiecki                  | 2003–2004                                                    |
| Marek Bogucki                  | prawnik                        | 2003–2004                                                    |
| Mieczysław Morański            | Rowicki                        | 2003–2004                                                    |
| Ewa Bakalarska                 | Jadwiga Kazura                 | 2002–2004                                                    |
| Piotr Grabowski                | Olaf                           | 2002–2004                                                    |
| Mikołaj Krawczyk               | Tomasz Góra                    | 2002–2004                                                    |
| Anna Piróg                     | lokatorka                      | 2004                                                         |
| Tadeusz Ross                   | Stanisław Lachman              | 2003–2004                                                    |
| Beata Maj-Dąbal                | Alina                          | 1998                                                         |
| Beata Maj-Dąbal                | Lidia Smętna                   | 2003–2004                                                    |
| Jakub Ulewicz                  | urolog                         | 2005                                                         |
| Jan Kozaczuk                   | Gucio                          | 2004–2005                                                    |
| Karol Strasburger              | Marek Wagner                   | 1997, 1999–2001, 2005                                        |
| Janusz Hamerszmit              | biegły                         | 2005                                                         |
| Piotr Mostafa                  | Mikołaj Vujkovic               | 2003–2005                                                    |
| Anna Ciepielewska              | Janina Kochańska-Ziętecka      | 1997–2005                                                    |
| Sławomir Holland               | kurator sądowy                 | 2005                                                         |
| Agnieszka Mandat               | Teresa Wójcik                  | 2004–2006                                                    |
| Emil Leniec                    | Piotr Podolski                 | 2004–2006                                                    |
| Maciej Dancewicz               | Tomasz Turski                  | 2005–2006                                                    |
| Robert Czebotar                | Marek Borecki                  | 2001–2006                                                    |
| Paweł Chrobak                  | Władysław Chojnicki (#3)       | 2004–2006                                                    |
| H. Wielgus                     | Antoni Chojnicki (#4)          | 2006                                                         |
| Michelle von Nathusius         | Marylka Popielak               | 2004–2006                                                    |
| Stefan Friedmann               | Jan Kłosiński                  | 2001–2006                                                    |
| Anna Iberszer                  | Zuzanna Petersen               | 2005–2006                                                    |
| Katarzyna Stanisławska         | Ewa Tomicka                    | 2004–2006                                                    |
| Beata Chruścińska              | Weronika Wolicka               | 2006                                                         |
| Grzegorz Wolf                  | Stefan                         | 2004–2007                                                    |
| Katarzyna Zielińska            | Natalia Turska                 | 2005–2007                                                    |
| Jerzy Zelnik                   | Krzysztof Malicki              | 1997–1999, 2001–2002, 2005–2007                              |
| Kamil Krawczykowski            | Sebastian                      | 2006–2007                                                    |
| Elżbieta Słoboda               | mama Adama                     | 2007                                                         |
| Zacharjasz Muszyński           | kibol                          | 2007                                                         |
| Zbigniew Jaremko               | Liptak                         | 2006–2007                                                    |
| Przemysław Cypryański          | Kostek                         | 2005–2007                                                    |
| Jerzy Bończak                  | Kazimierz Piasecki vel Malec   | 2001–2007                                                    |
| Jerzy Bończak                  | Edward Kazura                  | 2002–2007                                                    |
| Magdalena Gnatowska            | lokatorka                      | 2007                                                         |
| Maciej Kujawski                | ojciec Justyny                 | 2006–2007                                                    |
| Tomasz Olejarczyk              | Robert Łojewski                | 2005–2007                                                    |
| Aleksander Trąbczyński         | Barkowski                      | 2004–2007                                                    |
| Patrycja Hurlak                | Majka Podolska                 | 2004–2007                                                    |
| M. Górczyński                  | Antoni Chojnicki (#3)          | 2003–2007                                                    |
| Tomasz Morawski                | Kamil                          | 1999–2000                                                    |
| Mariusz Korpoliński            | pracownik firmy                | 2008                                                         |
| Jacek Kopczyński               | Cezary Kędzierski              | 1999–2001                                                    |
| Izabella Bukowska              | Weronika Kędzierska            | 1999–2001                                                    |
| Łukasz Dziemidok               | Adam Konecki                   | 2007–2008                                                    |
| Aleksandra Niżyńska            | Ula                            | 1998–2008                                                    |
| Robert Wabich                  | Mieczysław                     | 1999–2002, 2005–2008                                         |
| Zygmunt Malanowicz             | kamieniarz                     | 1998                                                         |
| Ryszard Jabłoński              | Stasio                         | 2001                                                         |
| Marek Kocot                    | technik                        | 2003                                                         |
| Dariusz Błażejewski            | właściciel autokomisu          | 2004, 2008                                                   |
| Krzysztof Zakrzewski           | sędzia                         | 2007                                                         |
| Anna Janocha                   | koleżanka Oli                  | 2008–2009                                                    |
| Radosław Garncarek             | policjant                      | 2017                                                         |
| Joanna Pach-Żbikowska          | asystentka                     | 2008                                                         |
| Maciej Wilewski                | Alek                           | 2001                                                         |
| Jarosław Jakimowicz            | Jakub Bułatowicz               | 2007–2008                                                    |
| Waldemar Błaszczyk             | Mateusz Wielicki               | 2007–2008                                                    |
| Ewa Serwa                      | Matylda Szczęśniak             | 2002–2008                                                    |
| Barbara Szcześniak             | Malina Marczak                 | 2005–2006                                                    |
| Agata Rzeszewska               | Magdalena Rafalska             | 1997–2001, 2008                                              |
| Katarzyna Taracińska           | Wiesława Rychter               | 1997–1998, 2001–2006                                         |
| Wojciech Medyński              | Grzegorz                       | 2008                                                         |
| Aleksandra Bednarz             | Adrianna Drzewiecka            | 2008–2009                                                    |
| Paweł Filipek                  | Władysław Chojnicki (#4)       | 2006–2008                                                    |
| Brygida Turowska               | nauczycielka                   | 2007–2009                                                    |
| Stanisław Brejdygant           | Janusz Zamojdowski             | 2001–2009                                                    |
| Katarzyna Łukaszyńska          | Wanda Czerska                  | 2003                                                         |
| Tomasz Preniasz-Struś          | pracownik banku                | 2002                                                         |
| Beata Olga Kowalska            | Viola Pastuszko                | 2000                                                         |
| Aniceta Raczek-Ochnicka        | pracownica                     | 1998                                                         |
| Andrzej Niemirski              | Waldemar                       | 2001                                                         |
| Anna Apostolakis               | sprzątaczka                    | 2012                                                         |
| Ewa Andruszkiewicz             | Alicja                         | 2018                                                         |
| Aleksandra Ciejek              | pielęgniarka                   | 1997                                                         |
| Magdalena Kuta                 | wychowawczyni                  | 2000                                                         |
| Jacek Kawalec                  | Marcel                         | 2000                                                         |
| Paweł Okraska                  | Jonasz Lisiecki                | 2005–2007                                                    |
| Ewa Leśniak                    | Irena Nowak                    | 2007–2008                                                    |
| Jan Hencz                      | sędzia                         | 2003                                                         |
| Jacek Pluta                    | Mariusz                        | 2009                                                         |
| Maciej Skuratowicz             | Szymon Blizna                  | 2008–2009                                                    |
| Joanna Moro                    | Patrycja Wolska                | 2008–2009                                                    |
| Marek Probosz                  | Cezary Smosarski               | 2008–2009                                                    |
| Mateusz Bondu                  | Karol                          | 2007–2010                                                    |
| Katarzyna Olasz                | Jaga                           | 2007–2010                                                    |
| Anna Wendzikowska              | Kaja Skipińska                 | 2008–2009                                                    |
| Monika Andrzejewska            | Justyna                        | 2009                                                         |
| Stefan Knothe                  | Stanisław Michalski            | 2007–2009                                                    |
| Magdalena Margulewicz          | Sandra Stec (#2)               | 2002, 2004, 2007, 2009                                       |
| Andrzej Butruk                 | Konrad Michta                  | 1999–2001, 2008–2009                                         |
| Elżbieta Panas                 | Jolanta Tomczak                | 2004–2006                                                    |
| Bogdan Misiewicz               | neurolog                       | 2012                                                         |
| Janusz Leśniewski              | Robert                         | 2006–2010                                                    |
| Katarzyna Dąbrowska            | pracownica banku               | 2009–2010                                                    |
| Maria Mamona                   | Jadwiga Gruszczenka            | 2007–2009                                                    |
| Piotr Wiszniowski              | Kazimierz Czuma                | 2010                                                         |
| Liliana Okowity                | Elżbieta Kulesza               | 1997–1998                                                    |
| Tomasz Piątkowski              | znajomy Leokadii               | 2008–2010                                                    |
| Olga Borys                     | Leokadia                       | 2008–2010                                                    |
| Marcin Grzymowicz              | Przemysław Kunysz              | 2009–2010                                                    |
| Aleksandra Listwan             | Pola Sochacka                  | 2008–2010                                                    |
| Marek Kaliszuk                 | detektyw                       | 2009–2010                                                    |
| Karina Kunkiewicz              | Edyta Przybysz                 | 2007–2010                                                    |
| Aleksander Podolak             | Andrzej Przybysz               | 2007–2010                                                    |
| Dariusz Wieteska               | Hans Klosecki                  | 2010                                                         |
| Magdalena Cwenówna             | Lidia Bogucka                  | 2010                                                         |
| Magdalena Celówna              | Danuta                         | 2010                                                         |
| Monika Pęconek                 | Miłka                          | 2010                                                         |
| Łukasz Węgrzynowski            | Karol Pączkowski               | 2010                                                         |
| Joanna Gajór                   | Łucja Szwed                    | 2010                                                         |
| Andrzej Deskur                 | Stefan Kalęba                  | 2010                                                         |
| Joanna Budniok-Feliks          | Joanna Kuczyńska               | 2001–2010                                                    |
| Henryk Gołębiewski             | Marek Borkowski                | 2007                                                         |
| Katarzyna Kwiatkowska          | Łucja Chomicz                  | 1997–2003                                                    |
| Olin Gutowski                  | goniec                         | 2002                                                         |
| Andżelika Piechowiak           | Jolanta                        | 2007–2008                                                    |
| Łukasz Matecki                 | kelner                         | 2011                                                         |
| Barbara Kurdej-Szatan          | Anita Sochacka                 | 2011                                                         |
| Bartłomiej Krat                | psychoterapeuta                | 2010–2011                                                    |
| Jakub Mróz                     | Rafał Lindner                  | 2011                                                         |
| Hanna Bieniuszewicz            | Krystyna Piątkowska            | 2009–2011                                                    |
| Lude Reno                      | Denis Burkino                  | 2011                                                         |
| Magdalena Kwapis               | żona Denisa                    | 2011                                                         |
| Joanna Kupińska                | Donata Słomka                  | 2007–2011                                                    |
| Agnieszka Matysiak             | Ewelina Lindel                 | 2004–2006, 2010–2011                                         |
| Piotr Rzymyszkiewicz           | Tomasz Palczewski              | 2011                                                         |
| Maja Barełkowska               | Barbara (siostra Bogny)        | 2000, 2009–2012                                              |
| Monika Jóźwik                  | Magdalena Ławecka              | 2008–2011                                                    |
| Stanisław Banasiuk             | Andrzej Kuczyński              | 2001–2011, 2013                                              |
| Piotr Kieraga                  | Taksówkarz                     | 2008, 2011                                                   |
| Wojciech Michalak              | Jakub                          | 2009–2011                                                    |
| Paweł Kleszcz                  | znajomy Feliksa                | 2010–2011                                                    |
| Michał Szczepanik              | Antoni Chojnicki (#5)          | 2007–2011                                                    |
| Ireneusz Dydliński             | pacjent                        | 2012                                                         |
| Ryszard Szadaj                 | pacjent                        | 2012                                                         |
| Paweł Ławrynowicz              | mężczyzna chory na AIDS        | 1999                                                         |
| Halina Golanko                 | współwłaścicielka              | 2015                                                         |
| Karolina Porcari               | kelnerka                       | 2008–2012                                                    |
| Michał Piela                   | Tadeusz                        | 2004–2012                                                    |
| Małgorzata Lewińska            | Martyna                        | 2001–2003                                                    |
| Tomasz Oświeciński             | oficer CBŚ                     | 2010–2012                                                    |
| Sylwia Nowiczewska             | urzędniczka                    | 1997–2012                                                    |
| Maciej Mikołajczyk             | uczestnik wykładu              | 2006–2012                                                    |
| Piotr Miazga                   | Karol                          | 1997–2012                                                    |
| Jarosław Domin                 | Pietras                        | 2000–2012                                                    |
| Dariusz Biskupski              | Adam Lenart                    | 1997–2012                                                    |
| Robert Ostolski                | parkingowy                     | 2007–2012                                                    |
| Aleksandra Betańska            | Weronika Łoś                   | 2008–2012                                                    |
| Artur Janusiak                 | Paweł                          | 1999–2012                                                    |
| Anna Dereszowska               | Marysia                        | 2007–2012                                                    |
| Piotr Skarga                   | dr Leszczyński                 | 1997–2012                                                    |
| Norbert Kaczorowski            | Maciej Brzozowski              | 2008–2012                                                    |
| Beata Łuczak                   | Helena                         | 2010–2012                                                    |
| Marta Wardyńska                | Ewa                            | 2007–2012                                                    |
| Paweł Ciołkosz                 | agent                          | 2007–2012                                                    |
| Dominik Bąk                    | Krzysztof                      | 2006–2012                                                    |
| Dariusz Wiktorowicz            | policjant                      | 2006–2012                                                    |
| Marek Włodarczyk               | Marek Witkowski                | 2010–2012                                                    |
| Kinga Głogowska                | Weronika Witkowska             | 2010–2012                                                    |
| Mariusz Zaniewski              | Miron Lipski                   | 2005–2012                                                    |
| Cezary Morawski                | Maksymilian Bogucki            | 2010–2012                                                    |
| Anna Adamska                   | Jagoda Misiak                  | 2011–2012                                                    |
| Sylwia Gliwa                   | Maria Graczyk                  | 2011–2012                                                    |
| Aleksander Bednarz             | prof. Majewski                 | 1999–2012                                                    |
| Krzysztof Banaszyk             | Robert Kalicki                 | 2011–2012                                                    |
| Roman Szafrański               | Leszek Tołoczko (lub Tołoczek) | 2005–2012                                                    |
| Mariusz Luszowski              | Waldemar Paculak               | 2001–2003, 2005–2012                                         |
| Robert Koszucki                | Filip Jagodziński              | 2005–2012                                                    |
| Agata Stawarz                  | Joanna Kwarc                   | 2009–2012                                                    |
| Julia Vitsko                   | Kaja                           | 2011–2012                                                    |
| Katarzyna Misiewicz-Żurek      | Elwira Radzińska               | 2007–2012                                                    |
| Grażyna Rogowska               | Marta Szopińska                | 2011–2012                                                    |
| Jacek Ryś                      | Max Karos                      | 2012                                                         |
| Anna Lipińska                  | Gajka                          | 2012                                                         |
| Danuta Kowalska                | Danuta Bukowska                | 2011–2012                                                    |
| Gabriela Oberbek               | Anita Sochacka                 | 2010–2012                                                    |
| Krzysztof Franieczek           | pracownik                      | 2008–2012                                                    |
| Wojciech Kuliński              | dziennikarz                    | 1997–2012                                                    |
| Jakub Szczepanik               | Władysław Chojnicki (#5)       | 2007–2012                                                    |
| Rafał Zawierucha               | Marek                          | 2007–2013                                                    |
| Zbigniew Konopka               | Jerzy Gorzelski                | 1997–2013                                                    |
| Cezary Poks                    | Jarema                         | 2011–2013                                                    |
| Agnieszka Kotlarska            | Marysia Kowalczyk              | 1998–2002, 2013                                              |
| Marek Richter                  | Mirek                          | 2012–2013                                                    |
| Dariusz Siastacz               | Grzegorz Kowal                 | 2013                                                         |
| Agnieszka Kawiorska            | Aneta                          | 2013                                                         |
| Jerzy Kamas                    | Stefan Ziętecki                | 1997–2013                                                    |
| Alicja Borkowska               | macocha                        | 1999–2013                                                    |
| Jerzy Matałowski               | Adam Rudzik                    | 1999–2013                                                    |
| Kinga Ciesielska               | pracownica Izby Wytrzeźwień    | 1997–2013                                                    |
| Agata Załęcka                  | Maja Nowak-Larson              | 2008–2013                                                    |
| Adam Szyszkowski               | laryngolog                     | 1997–2013                                                    |
| Filip Wałcerz                  | Sylwester Karlicki             | 2011–2013                                                    |
| Aleksandar Milićević           | Marcin                         | 2013                                                         |
| Anita Jancia                   | pacjentka                      | 2009–2013                                                    |
| Ada Fijał                      | Karolina Czerwiecka            | 2008–2013                                                    |
| Dominika Kluźniak              | ekspedientka                   | 2013                                                         |
| Maciej Chorzelski              | Błażej Popielak (#1)           | 2004–2013                                                    |
| Szymon Kanownik                | Paweł Ignacy Lubicz (#1)       | 2003–2013                                                    |
| Zbigniew Kozłowski             | Jan Kozłowski                  | 1997–2014                                                    |
| Beata Fido                     | Kownacka                       | 1997–2014                                                    |
| Monika Pikuła                  | prokotolantka                  | 2001–2014                                                    |
| Wenanty Nosul                  | William Scott                  | 2005–2014                                                    |
| Marta Chyczewska               | studentka                      | 2010–2014                                                    |
| Katarzyna Bernaś               | pracownica firmy               | 2010–2014                                                    |
| Piotr Bąk                      | Andrzej                        | 2000–2014                                                    |
| Julia Wieniawa                 | Pati                           | 2014                                                         |
| Wojciech Dąbrowski             | Joachim Bendel                 | 2013–2014                                                    |
| Marcin Janos Krawczyk          | Sebastian Samborski            | 2002–2003, 2014                                              |
| Edyta Jungowska                | Małgorzata Antoniak            | 2010–2014                                                    |
| Grażyna Strachota              | Łucja Nowik                    | 2012–2014                                                    |
| Aleksandra Nieśpielak          | Miranda                        | 2013–2014                                                    |
| Bartłomiej Myca                | Michał „Łysol”                 | 2014                                                         |
| Elżbieta Jędrzejewska          | pielęgniarka                   | 1997–2014                                                    |
| Michał Chorosiński             | Jakub Zadrożny                 | 2014                                                         |
| Grzegorz Kowalczyk             | Tadeusz Miklasiński            | 2014                                                         |
| Przemysław Puchała             | chłopak                        | 2012–2015                                                    |
| Kuba Dyniewicz                 | szkolny kolega Pawełka         | 2015                                                         |
| Sawa Fałkowska                 | Sława Kozik                    | 2013–2015                                                    |
| Wojciech Czerwiński            | mężczyzna                      | 2014–2015                                                    |
| Artur Łodyga                   | Munio                          | 1997–2015                                                    |
| Krystyna Rutkowska-Ulewicz     | Wiesława Kwarc                 | 1997–2015                                                    |
| Wojciech Billip                | policjant                      | 2011–2015                                                    |
| Michał Kula                    | Zygmunt Piątkowski             | 2009–2011, 2013, 2015                                        |
| Kacper Matula                  | student                        | 2014–2015                                                    |
| Anna Wojton                    | Mariola Kaczorek-Deptuła       | 2008–2015                                                    |
| Andrzej Precigs                | Julian Deptuła                 | 2000–2015                                                    |
| Paweł Audykowski               | Tomasz Rozłucki                | 2013–2015                                                    |
| Dorota Lanton                  | Julia Skirgiełło               | 2001–2006, 2012–2015                                         |
| Mirosław Pisarek               | Artur Kosicki                  | 2012, 2015                                                   |
| Marek Frąckowiak               | Marek Zwoleń                   | 2014–2015                                                    |
| Maks Zdybicki                  | Tomasz Chwościk                | 2014–2015                                                    |
| Michalina Robakiewicz          | Kamila Chojnicka (#1)          | 2003–2015                                                    |
| Karolina Rosińska              | Małgorzata                     | 2015                                                         |
| Monika Markiewicz              | Ewelina Kuszyńska              | 2015                                                         |
| Jolanta Mrotek                 | Arleta Halszka Kosicka         | 2002–2005, 2009, 2012–2015                                   |
| Ewa Szykulska                  | Milena Furtecka                | 2012–2015                                                    |
| Katarzyna Ucherska             | Julia Nowik                    | 2012–2013, 2015                                              |
| Hubert Zduniak                 | Robert Kuszyński               | 2015                                                         |
| Agnieszka Sienkiewicz          | Iwona                          | 2007–2015                                                    |
| Jolanta Gogolewska             | Ludwika Bajuga                 | 2014–2015                                                    |
| Izabela Zwierzyńska            | Izabela                        | 2015                                                         |
| Joanna Mądry                   | wychowawczyni                  | 2013–2015                                                    |
| Anna Karwan                    | koleżanka Olki                 | 2014–2015                                                    |
| Sławomir Doliniec              | Kostek Rosiak                  | 2013–2015                                                    |
| Piotr B. Dąbrowski             | Jan Blument                    | 2013–2015                                                    |
| Mikołaj Szostek                | Franciszek Deptuła             | 2013–2015                                                    |
| Wojciech Raszewski             | Piotr Wilk                     | 2015                                                         |
| Grzegorz Kucias                | sąsiad                         | 2015–2016                                                    |
| Krzysztof Stawowy              | Zygmunt Piątkowski             | 2014–2016                                                    |
| Przymysław Kapsa               | Krystian                       | 2014–2016                                                    |
| Jarosław Witaszczyk            | dyrektor Domu Dziecka          | 2015–2016                                                    |
| Krzysztof Chudzicki            | pracownik banku                | 2013–2016                                                    |
| Maciej Gisman                  | Aleksander Mazur               | 2015–2016                                                    |
| Mateusz Grydlik                | dziennikarz                    | 2009–2016                                                    |
| Grzegorz Gierak                | Witold Raczkiewicz             | 2015–2016                                                    |
| Daniel Olbrychski              | Arkadiusz Nowik                | 2012–2016                                                    |
| Konrad Marszałek               | Lucjan Szymczak                | 2015–2016                                                    |
| Teresa Gałczyńska              | Teresa Mędrzak                 | 2013–2016                                                    |
| Jadwiga Gryn                   | Chmielewska                    | 2004–2016                                                    |
| Tomasz Kozłowicz               | Wojciech Słowik                | 1997–2006, 2016                                              |
| Joanna Niemirska               | Manuela Kaliniak               | 2016                                                         |
| Beata Kacprzyk                 | matka Ramony (#1)              | 2016                                                         |
| Urszula Zawadzka-Wieteska      | Aldona                         | 2016                                                         |
| Dariusz Jakubowski             | Romuald Stec                   | 1997–2001, 2016                                              |
| Konrad Skolimowski             | uczeń                          | 2015–2016                                                    |
| Ewelina Gnysińska              | Viola                          | 2012–2016                                                    |
| Bartłomiej Nowosielski         | Piotr Bogucki                  | 2014–2016                                                    |
| Mateusz Kwiatkowski            | Dominik Zalewski               | 2014–2016                                                    |
| Aleksander Sosiński            | Adam Mackiewicz                | 2015–2016                                                    |
| Kaja Zofia Żuchowska           | Anna Kurzawska (#1)            | 2008–2016                                                    |
| Janusz Jakubczak               | Stefan Chojnicki (#1)          | 2012–2016                                                    |
| Justyna Gugała                 | przyjaciółka Bogny             | 2010–2017                                                    |
| Hubert Wróblewski              | tłumacz                        | 2012–2017                                                    |
| Robert Buczyński               | instruktor                     | 2016–2017                                                    |
| Zbigniew Borek                 | Maciej Gniadowski              | 1997–2017                                                    |
| Jasper Sołtysiewicz            | rowerzysta                     | 2015–2017                                                    |
| Michał Kruk                    | Karol Wysocki                  | 2003–2017                                                    |
| Paulina Janczak                | dziewczyna                     | 2015–2017                                                    |
| Eliza Borowska                 | Weronika                       | 2001–2017                                                    |
| Michał Wielewicki              | Marek                          | 2016–2017                                                    |
| Maja Kwaśny                    | szkolna koleżanka              | 2014–2017                                                    |
| Wojciech Stolorz               | barman                         | 2011–2017                                                    |
| Joanna Majstrak                | Paulina Bocianowska            | 2009–2017                                                    |
| Maciej Gąsiorek                | dyrektor                       | 1997–2017                                                    |
| Kacper Anuszewski              | Sadowski                       | 2015–2017                                                    |
| Daria Brudnias                 | Anna                           | 2015–2017                                                    |
| Patrycja Potyralska            | Magda                          | 2016–2017                                                    |
| Monika Mrozowska               | Natalia Blum                   | 2017                                                         |
| Dorota Gorjainow               | Diana Balicka                  | 2017                                                         |
| Maria Niklińska                | Agata Wilczyńska               | 1998–2002, 2003, 2010–2017                                   |
| Magdalena Stam                 | Zyta Chojnicka (#1)            | 2009–2017                                                    |
| Krzysztof Kalczyński           | Edward Tyczyński (#1)          | 2009–2017                                                    |
| Edyta Herbuś                   | Marta Orłowska                 | 2010–2017                                                    |
| Maria Gładkowska               | Wanda                          | 2013–2017                                                    |
| Krystian Modzelewski           | Wacław Bajuga                  | 2013–2017                                                    |
| Artur Gotz                     | Lesław Borowski                | 2016–2017                                                    |
| Jerzy Molga                    | Wiesław Orzeszko               | 2012–2017                                                    |
| Mateusz Baran                  | dziennikarz                    | 2016–2017                                                    |
| Waldemar Czyszak               | Romuald Gorajczyk              | 2012–2017                                                    |
| Andrzej Hausner                | prezes telewizji kablowej      | 2011–2017                                                    |
| Franciszek Lasota              | Agata Borecka (#1)             | 2017                                                         |
| Hannah Khadir                  | Shilla                         | 2016–2017                                                    |
| Anna Kękuś                     | szefowa                        | 1997–2018                                                    |
| Ryszard Dreger                 | Arkadiusz Maciejak             | 1997–2018                                                    |
| Natalia Kasprzykowska          | Alicja Kazuń (#1)              | 2016–2018                                                    |
| Jarosław Gruda                 | mężczyzna                      | 1998–2018                                                    |
| Kazimiera Utrata               | Stanisława Dorobczuk           | 1999–2018                                                    |
| Krzysztof Stawowy              | Zygmunt Piątkowski (#2)        | 2015–2016, 2018                                              |
| Monika Chrząstowska            | Wanda Wojtasik                 | 2018                                                         |
| Mieczysław Kadłubowski         | Zbigniew Kociołek              | 2018                                                         |
| Maciej Zacharzewski            | Roman Prądzyński               | 2015–2018                                                    |
| Andrzej Baranowski             | lekarz                         | 2017–2018                                                    |
| Zofia Merle                    | Stefania Wróbel-Malec          | 1998–2013, 2018                                              |
| Sebastian Domagała             | Jakub Grzesiak                 | 2016–2018                                                    |
| Wincenty Grabarczyk            | Jeremiasz Bałucki              | 2005–2018                                                    |
| Vova Makovskyi                 | Bruno                          | 2017–2018                                                    |
| Wojciech Paszkowski            | Stanisław Kowalik              | 1997–2000, 2017–2018                                         |
| Michał Siudek                  | Jarosław                       | 2018                                                         |
| Józef Hamkało                  | ksiądz                         | 2016–2018                                                    |
| Wojciech Kalarus               | Wiktor Szabłowski              | 1997–2018                                                    |
| Marcin Skoczylas               | Mike Harmes                    | 2016–2018                                                    |
| Marta Król                     | Katarzyna Kolecka              | 1997, 2009–2010, 2013–2018                                   |
| Agata Piotrowska-Mastalerz     | Jadwiga Rosiak                 | 1998, 2013–2018                                              |
| Stefan Każuro                  | zastępca w USC                 | 2016–2018                                                    |
| Mateusz Dackiewicz             | Krzysiek                       | 2017–2018                                                    |
| Katarzyna Pierścionek          | Roma (#1)                      | 2012–2018                                                    |
| Bartosz Martyna                | „Czakra”                       | 2017–2018                                                    |
| Andrzej Pieńko                 | Łukasz                         | 2017–2019                                                    |
| Daniel Borowiec                | Borowiak                       | 2018–2019                                                    |
| Rafał Gerlach                  | pediatra                       | 2019                                                         |
| Anna Lipska                    | Alicja Kazuń (#3)              | 2019-2024                                                    |
| Konrad Kapica                  | kierowca                       | 2019                                                         |
| Piotr Mróz                     | barman                         | 2017–2019                                                    |
| Konrad Makowski                | Maciej Wilanowski              | 2019                                                         |
| Marcin Troński                 | Bogdan Sawicki                 | 1998–2007, 2009–2016, 2018–2019                              |
| Karolina Jóźwiak               | Hanna Balicka                  | 2008–2010, 2013–2019                                         |
| Andżelika Piechowiak           | Sylwia Czerniszewska           | 2019                                                         |
| Magdalena Jadowska             | Patrycja                       | 2018–2019                                                    |
| Iga Naklicka                   | Maria Piątkowska               | 2016–2019                                                    |
| Ignacy Sokólski                | Jerzy Jakubowski               | 2009–2011, 2013–2019                                         |
| Antoni Sokólski                | Pedro Morillo                  | 2012–2019                                                    |
| Jakub Wons                     | Robert Cieszyński              | 2018–2019                                                    |
| Robert Osam                    | David Słomka                   | 2019–2020                                                    |
| Grzegorz Stosz                 | Robert Petrycki                | 2009–2020                                                    |
| Jacek Zawada                   | Tomasz Woliś                   | 2018–2020                                                    |
| Aleksandra Woźniak             | Zyta Chojnicka (#2)            | 2017–2020                                                    |
| Wojciech Michalak              | Zbigniew                       | 2019–2020                                                    |
| Andrzej Strzelecki             | Tadeusz Koziełło               | 1999–2020                                                    |
| Roman Frankl                   | Stiepan Vujkovič               | 2001, 2003–2004, 2007–2009, 2011–2012, 2014–2015, 2017, 2020 |
| Natalia Cokan                  | Roma (#2)                      | 2020                                                         |
| Maria Winiarska                | Alicja Sarna                   | 1998–2015, 2019–2020                                         |
| Ryszard Kluge                  | Gwidon Sarna                   | 2013–2015, 2019–2020                                         |
| Zuzanna Sokólska               | Zuzanna Ruczaj                 | 2007–2011, 2013–2015, 2018, 2020                             |
| Ewa Drzymała                   | Ewa Godlewska                  | 2011–2020                                                    |
| Katarzyna Tlałka               | Kinga Kuczyńska                | 2000–2021                                                    |
| Ewa Pająk                      | Maryla Muszyńska               | 2018–2021                                                    |
| Krzysztof Rogacewicz           | Stefan Muszyński               | 2018–2021                                                    |
| Marcin Kaleta                  | Marek Szandora                 | 2019–2021                                                    |
| Łukasz Choroń                  | Kacper Kalicki                 | 2019–2021                                                    |
| Robert Mazurkiewicz            | Henryk Stróżewski              | 2019–2021                                                    |
| Adrian Wajda                   | Krzysztof                      | 2020–2021                                                    |
| Piotr Janiszewski              | Tomasz Strąk                   | 2020–2021                                                    |
| Marek Ciunel                   | Ernest                         | 2020–2021                                                    |
| Daniel Śmiłek                  | Mietek                         | 2020–2021                                                    |
| Zofia Świątkiewicz             | Zuzanna Ostrowska (#1)         | 2020–2021                                                    |
| Beata Deskur                   | Lidia Rudecka                  | 2020–2022                                                    |
| Andrzej Mamcarz                | Ryszard (#1)                   | 2020–2022                                                    |
| Marek Bera                     | Hubert Rawski                  | 2022                                                         |
| Ewa Ampulska                   | kelnerka w Rosso               | 2005–2022                                                    |
| Wacław Warchoł                 | Kacper Wilski                  | 2019–2022                                                    |
| Piotr Pręgowski                | Mirosław Zieliński             | 2021–2022                                                    |
| Paulina Kulas                  | Malina Bujnicka                | 2020–2022                                                    |
| Elżbieta Panas                 | Magdalena Wiśniowiecka         | 2020-2022                                                    |
| Sawa Fałkowska                 | Milda Pietkiewicz (#1)         | 2018–2023                                                    |
| Filip Turkiewicz               | Antoni Chojnicki (#6)          | 2011–2023                                                    |
| Magdalena Bocianowska          | Aneta                          | 2022–2023                                                    |
| Wojciech Medyński              | Marcel Lipień                  | 2021-2023                                                    |
| Czesław Bogdański              | Bronisław                      | 2016-2023                                                    |
| Anna Janik                     | Dominika Torman                | 2017-2023                                                    |
| Gabriela Całun                 | Klaudia Kot                    | 2018-2023                                                    |
| Joanna Kurowska                | Lutosława Bąk                  | 2014–2015, 2018-2023                                         |
| Weronika Walenciak             | Weronika Wińska                | 2019-2023                                                    |
| Halina Jabłonowska             | Eugenia Jaktorowicz            | 2022-2023                                                    |
| Katarzyna Jamróz               | Jolanta "Lola" Gruber          | 2023-2024                                                    |
| Kornelia Angowska              | Milda Pietkiewicz (#2)         | 2023-2025                                                    |
| Jacek Cygan                    | autor                          | 1997                                                         |
| Jolanta Fajkowska              | dziennikarka                   | 1997                                                         |
| Marek Kondrat                  | Olgierd Halski                 | 1997                                                         |
| Maciej Orłoś                   | dziennikarz Teleexpressu       | 1997                                                         |
| Wiesław Stefaniak              | dziennikarz tv                 | 1998                                                         |
| Tomasz Kammel                  | prezenter                      | 1998                                                         |
| Jerzy Owsiak                   | szef WOŚP                      | 1999                                                         |
| Magda Olszewska                | dziennikarka                   | 1999                                                         |
| Maryla Rodowicz                | piosenkarka                    | 1999                                                         |
| Edyta Geppert                  | piosenkarka                    | 1999                                                         |
| Janusz Stokłosa                | reżyser                        | 1999                                                         |
| Janusz Józefowicz              | szef Teatru Buffo              | 1999                                                         |
| Zbigniew Wodecki               | ksiądz                         | 2002                                                         |
| Andrzej Grabowski              | „Super”, menedżer Oli Lubicz   | 2002                                                         |
| Cezary Pazura                  | rachmistrz spisowy             | 2002                                                         |
| Cezary Pazura                  | kiler                          | 2002                                                         |
| Dariusz Szpakowski             | komentator                     | 2002                                                         |
| Wiesława Kunicka               | asystentka prezesa             | 2008                                                         |
| Paweł Pochwała                 | dziennikarz                    | 2011                                                         |
| Agata Konarska                 | dziennikarka                   | 2011                                                         |
| Piotr Pawłowski                | dziennikarz                    | 2012                                                         |
| Wojciech Pijanowski            | kierowca                       | 2015                                                         |
| Krzysztof Marzec               | kompozytor                     | 2017                                                         |
| Tomasz Wolny                   | dziennikarz                    | 2022                                                         |

## Emisja w telewizji
Uwaga: tabela zawiera informacje odnoszące się wyłącznie do pierwszej emisji telewizyjnej; nie uwzględniono w niej ewentualnych prapremier w serwisach internetowych (np. TVP VOD).
| Sezon telewizyjny | Sezon telewizyjny | Odcinki         | Pierwsza emisja telewizyjna (TVP1) | Pierwsza emisja telewizyjna (TVP1) | Pierwsza emisja telewizyjna (TVP1)                                                      |
| Sezon telewizyjny | Sezon telewizyjny | Odcinki         | Początek emisji                    | Koniec emisji                      | Pora emisji                                                                             |
| ----------------- | ----------------- | --------------- | ---------------------------------- | ---------------------------------- | --------------------------------------------------------------------------------------- |
| 1.                | 1997/1998         | 1–111 (111)     | 22 września 1997                   | 16 czerwca 1998                    | poniedziałek–środa 17.25                                                                |
| 2.                | 1998/1999         | 112–238 (127)   | 7 września 1998                    | 23 czerwca 1999                    | poniedziałek–środa 17.25                                                                |
| 3.                | 1999/2000         | 239–363 (125)   | 6 września 1999                    | 21 czerwca 2000                    | poniedziałek–środa 17.25                                                                |
| 4.                | 2000/2001         | 364–485 (122)   | 4 września 2000                    | 13 czerwca 2001                    | poniedziałek–środa 17.30                                                                |
| 5.                | 2001/2002         | 486–608 (123)   | 3 września 2001                    | 12 czerwca 2002                    | poniedziałek–środa 17.30                                                                |
| 6.                | 2002/2003         | 609–728 (120)   | 2 września 2002                    | 11 czerwca 2003                    | poniedziałek–środa 17.30                                                                |
| 7.                | 2003/2004         | 729–842 (114)   | 15 września 2003                   | 2 czerwca 2004                     | poniedziałek–środa 17.30                                                                |
| 8.                | 2004/2005         | 843–964 (122)   | 6 września 2004                    | 22 czerwca 2005                    | poniedziałek–środa 17.30 (do 28 lutego 2005) poniedziałek–środa 18.25 (od 1 marca 2005) |
| 9.                | 2005/2006         | 965–1124 (160)  | 5 września 2005                    | 22 czerwca 2006                    | poniedziałek–czwartek 17.35                                                             |
| 10.               | 2006/2007         | 1125–1292 (168) | 4 września 2006                    | 21 czerwca 2007                    | poniedziałek–czwartek 17.35                                                             |
| 11.               | 2007/2008         | 1293–1502 (210) | 3 września 2007                    | 20 czerwca 2008                    | poniedziałek–piątek 17.35                                                               |
| 12.               | 2008/2009         | 1503–1713 (211) | 1 września 2008                    | 19 czerwca 2009                    | poniedziałek–piątek 17.35                                                               |
| 13.               | 2009/2010         | 1714–1912 (199) | 31 sierpnia 2009                   | 4 czerwca 2010                     | poniedziałek–piątek 17.35                                                               |
| 14.               | 2010/2011         | 1913–2112 (200) | 6 września 2010                    | 10 czerwca 2011                    | poniedziałek–piątek 17.35                                                               |
| 15.               | 2011/2012         | 2113–2311 (199) | 5 września 2011                    | 7 czerwca 2012                     | poniedziałek–piątek 17.55                                                               |
| 16.               | 2012/2013         | 2312–2455 (144) | 3 września 2012                    | 30 maja 2013                       | poniedziałek–czwartek 17.55                                                             |
| 17.               | 2013/2014         | 2456–2597 (142) | 2 września 2013                    | 29 maja 2014                       | poniedziałek–czwartek 17.55                                                             |
| 18.               | 2014/2015         | 2598–2776 (179) | 1 września 2014                    | 12 czerwca 2015                    | poniedziałek–piątek 17.55                                                               |
| 19.               | 2015/2016         | 2777–2961 (185) | 31 sierpnia 2015                   | 10 czerwca 2016                    | poniedziałek–piątek 17.55                                                               |
| 20.               | 2016/2017         | 2962–3146 (185) | 29 sierpnia 2016                   | 9 czerwca 2017                     | poniedziałek–piątek 17.55                                                               |
| 21.               | 2017/2018         | 3147–3322 (176) | 28 sierpnia 2017                   | 7 czerwca 2018                     | poniedziałek–piątek 17.55                                                               |
| 22.               | 2018/2019         | 3323–3507 (185) | 3 września 2018                    | 7 czerwca 2019                     | poniedziałek–piątek 17.55                                                               |
| 23.               | 2019/2020         | 3508–3643 (136) | 9 września 2019                    | 3 kwietnia 2020                    | poniedziałek–piątek 17.55                                                               |
| 24.               | 2020/2021         | 3644–3834 (191) | 31 sierpnia 2020                   | 25 czerwca 2021                    | poniedziałek–piątek 17.55                                                               |
| 25.               | 2021/2022         | 3835–4011 (177) | 6 września 2021                    | 3 czerwca 2022                     | poniedziałek–piątek 17.55                                                               |
| 26.               | 2022/2023         | 4012–4169 (158) | 5 września 2022                    | 25 maja 2023                       | poniedziałek–piątek 17.55                                                               |
| 27.               | 2023/2024         | 4170–4357 (188) | 28 sierpnia 2023                   | 7 czerwca 2024                     | poniedziałek–piątek 17.55                                                               |
| 28.               | 2024/2025         | 4358–4542 (185) | 2 września 2024                    | 9 czerwca 2025                     | poniedziałek–piątek 17.55                                                               |
| 29.               | 2025/2026         | od 4543         | 1 września 2025                    | b.d.                               | poniedziałek–piątek 18.10                                                               |

Ponadto w roku 2022 powstał bożonarodzeniowy odcinek specjalny zatytułowany „Wigilia z Lubiczami”. Reportaż w reżyserii Grzegorza Sadurskiego pokazano na antenie TVP1 24 grudnia 2022 roku o godzinie 12.00.

## Oglądalność w telewizji linearnej
| Okres           | Widownia | Źródło |
| --------------- | -------- | ------ |
| rok 1997        | 4 mln    | [ 23 ] |
| rok 2000        | 7,3 mln  | [ 23 ] |
| rok 2005        | 4,5 mln  | [ 23 ] |
| sty–kwi 2006    | 4,96 mln | [ 24 ] |
| sty–kwi 2007    | 5,10 mln | [ 24 ] |
| sty–kwi 2008    | 4,66 mln | [ 24 ] |
| sty–kwi 2009    | 5,05 mln | [ 24 ] |
| rok 2009        | 4,31 mln | [ 25 ] |
| sty–kwi 2010    | 4,20 mln | [ 24 ] |
| rok 2010        | 3,68 mln | [ 25 ] |
| sty–kwi 2011    | 3,69 mln | [ 24 ] |
| rok 2011        | 3,14 mln | [ 25 ] |
| rok 2012        | 2,92 mln | [ 25 ] |
| sezon 2012/2013 | 2,71 mln | [ 25 ] |
| sezon 2013/2014 | 2,54 mln | [ 25 ] |
| sezon 2014/2015 | 2,39 mln | [ 25 ] |
| sezon 2015/2016 | 2,30 mln | [ 25 ] |
| sezon 2016/2017 | 1,81 mln | [ 25 ] |
| sezon 2017/2018 | 1,64 mln | [ 26 ] |
| sezon 2018/2019 | 1,53 mln | [ 27 ] |
| sezon 2019/2020 | 1,50 mln | [ 28 ] |
| sezon 2020/2021 | 1,24 mln | [ 29 ] |
| sezon 2021/2022 | 1,09 mln | [ 30 ] |
| sezon 2022/2023 | 990 tys. | [ 31 ] |
| sezon 2023/2024 | bd.      |        |
| sezon 2024/2025 | 940 tys. | [ 32 ] |